# Alexandra Jansen
Pour les articles homonymes, voir Jansen.
Alexandra Jansen est une designer de jardin et animatrice de télévision allemande née le 28 octobre 1970  à Sarrebruck.

## Biographie

### Enfance et formation
Elle est née en 1970 à Sarrebruck.

### Carrière
En 2009, elle réalise le parc espace Dietsch avec Michael Marriott à Sarreguemines,.
En 2010, elle publie un roman intitulé Die Gärtnerin und das Geheimnis von St. Walfrid.
Depuis 2012, elle fait des conférences sur les jardins.
En 2017, elle organise le Festival international Chaumont sur Loire, Le Bouquet d'après, avec collaboration Carlos Esteves Duarte, Vero Reato, Michel Grimmer et Bruno Jansen.

## Radio
- De 2007 à 2011 : Modérateur chez Radio Mélodie Autour du jardin[7]
- 2011- 2014 : France Bleu Lorraine Nord[8],[9]

## Filmographie
- 2008-2013 : le Jardin d'Alexandra
- 2008-2013 : Le Jardin sans Souci
- 2008 : TF1 journal télévisé de Jean-Pierre Pernot
- 2008 : Saar Lor Lux[10]
- 2009 : Laurent Parisot
- 2011 : Fahr mal hin[2]
- 2011 : Mag's[11]
- 2012 : VIS a VIS
- 2014 : portrait Zusammen Kochen
- 2015-2017 : Fahr mal hin

## Presse
- Depuis 2009 : chroniqueuse au site jardin Gerbeaud.com[12]
- Depuis 2010 : Opus Kulturmagazin[13]

## Événements culturels
- 2008 : Art et Jardin organisé à Hambach[14]
- 2009 : Art et Jardin organisé à Hambach[14]
- 2011: Art et Jardin organisé au Jardin Franco-Allemand à Sarrebruck en partenariat avec la ville de Sarrebruck et QuattroPole[15],[16]

## Publications
- Alexandra Jansen, Die Gärtnerin: und das Geheimnis von St. Walfrid, Geistkirch-Verlag, 2010 (ISBN 978-3-938889-96-1)

## Prix et récompenses et conférences
- 2007 : 3e prix national concours le plus beau jardin en été[17]
- 2010 : Ruban d'Argent pour l’aménagement du jardin d'expo pour la Maison David Austin Roses à Courson[18]
- 2010 : La 2e fleurs pour la commune de Hambach Roth[19]
- 2011 : Ruban d'or à Courson, et conférence avec Michael Marriott[20],[21]